# ASC Jeanne d'Arc
ASC Jeanne d'Arc este un club profesionist din Dakar, capitala statului Senegal.

## Istoria clubului
Clubul a fost fondat în aprilie 1923 de preotul de la Dakar Lecoq. Numele său a fost ales în onoarea Ioana d'Arc. Clubul își susține meciurile de acasă pe stadionul Léopold Sedar Senghor sau Demba Diop. Culorile clubului sunt alb și albastru.
Este una dintre cele mai de succes echipe de fotbal din Senegal, alături de ASC Jaraaf, câștigând campionatul național de 10 ori și de 6 ori cupa națională, plus 3 supercupe naționale.
Cel mai mare succes al său, la nivel continental a fost finala din 1998 în Cupa CAF, unde a fost învins de clubul tunisian, CS Sfaxien cu scorul de 4 - 0 per total. Clubul a participat de nouă ori în Liga Campionilor CAF, cea mai mare realizare în această competiție a fost semifinalele din 1974 și 2004. Jeanne d'Arc mai are în palmares o semifinală în Cupa Cupelor CAF din 1975. A triumfat de două ori la Cupa Africii de Vest în 1951 și 1952, și o altă finală pierdută în 1947.
În 2011, clubul a retrogradat după ce a ocupat locul 15 și se află în prezent în competițiile Ligue 2 din Senegal.

## Palmares
| Național         | Competiții  | Cea mai bună clasare | Sezoane                                                    |
| ---------------- | ----------- | -------------------- | ---------------------------------------------------------- |
| Național         | Ligue 1     | Campioni             | 1960, 1969, 1973, 1985, 1986, 1988, 1999, 2001, 2002, 2003 |
| Național         | Cupa        | Campioni             | 1962, 1969, 1974, 1980, 1984, 1987                         |
| Național         | Cupa        | Finalistă :          | 1972, 1973, 1986, 1991                                     |
| Național         | Supercupa   | Campioni             | 1986, 1989, 2001                                           |
| Național         | Supercupa   | Finalistă :          | 2002                                                       |
| CAF              |             |                      |                                                            |
| Liga Campionilor | Semifinale  | 1974, 2004           |                                                            |
| Cupa Cupelor     | Semifinale  | 1975                 |                                                            |
| Cupa CAF         | Finalistă : | 1998                 |                                                            |

## Performanță în competițiile CAF
| - Liga Campionilor CAF : 9 prezențe 1970 : Runda a doua 1974 : Semifinale 1986 : Prima rundă | 1987 : Prima rundă 1989 : Prima rundă 2000 : Faza grupelor | 2002 : Faza grupelor 2003 : Runda a doua 2004 : Semifinale |

| - Cupa Cupelor CAF : 4 prezențe 1975 : Semifinale 1981 : Runda a doua | 1985 : Sferturi de finală 1988 : Runda a doua | - Cupa CAF : 2 prezențe 1993 : Prima rundă 1998 : Finalistă |